# Valdelinares
Valdelinares é um município da Espanha na província de Teruel, comunidade autónoma de Aragão. Tem 55,25 km² de área e em 2021 tinha 82 habitantes (densidade: 1,5 hab./km²).
A sede municipal está situada a 1 692 m de altitude, o que a torna na sede de município de Espanha a maior altitude.
Está em plena Sierra de Gúdar (Sistema Ibérico).
O clima de Valdelinares é de alta montanha, com muita neve no inverno. Pode-se praticar desportos de Inverno na bonita estância de Aramón, localizada a 7 km da localidade. Nos meses de verão podem ser praticadas várias atividades de montanha.

## Demografia

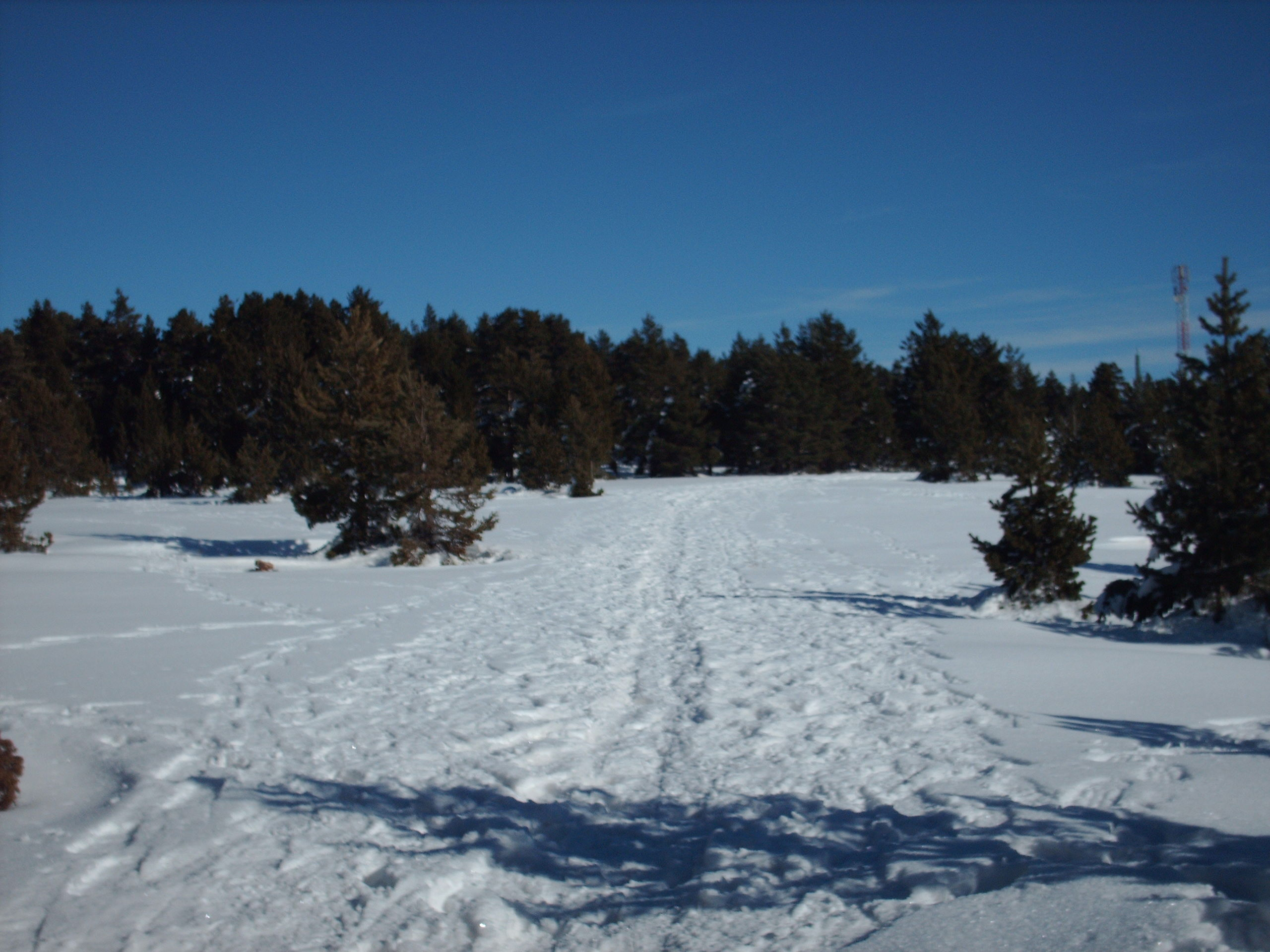
As florestas de pinheiros negros são comuns na área

| Variação demográfica do município entre 1991 e 2004 | Variação demográfica do município entre 1991 e 2004 | Variação demográfica do município entre 1991 e 2004 | Variação demográfica do município entre 1991 e 2004 |
| --------------------------------------------------- | --------------------------------------------------- | --------------------------------------------------- | --------------------------------------------------- |
| 1991                                                | 1996                                                | 2001                                                | 2004                                                |
| 131                                                 | 126                                                 | 124                                                 | 141                                                 |